# Sahanpur
Sahanpur è una suddivisione dell'India, classificata come nagar panchayat, di 18.349 abitanti, situata nel distretto di Bijnor, nello stato federato dell'Uttar Pradesh.